# Struktura Podlesie
Struktura Podlesie – struktura geologiczna na Roztoczu Zachodnim w Polsce, która może być kraterem uderzeniowym. Jest to regularne, koliste zagłębienie terenu o średnicy 4,1 km, które wyróżnia się rzeźbą z otoczenia, wśród dolin i wąwozów Roztocza.
Jeżeli jest to istotnie krater uderzeniowy, to zapewne pierwotnie miał średnicę 3,5 km oraz głębokość 150–200 m i powstał 40–60 milionów lat temu w paleogenie. Utworzenie takiego krateru mógł spowodować upadek meteoroidu o średnicy 50–60 m. Brak anomalii magnetycznych wskazuje na obiekt kamienny.

## Charakterystyka
Struktura Podlesie znajduje się w obrębie Roztocza Gorajskiego, w większości na terenie wsi Podlesie Duże i Podlesie Małe. Otaczające wzniesienia są poprzecinane licznymi wąwozami, zaś doliny mają tendencję do rozszerzania się ku ujściu, co jest typowe dla procesów denudacyjnych. Struktura Podlesie ma kształt misy o średniej głębokości 46 m, zamkniętej relatywnie wąską bramą, pozbawionej ostańców charakterystycznych dla procesów denudacyjnych, co wskazuje na odmienną genezę tego zagłębienia w porównaniu z resztą obszaru. Pochodzenie tektoniczne struktury jest wątpliwe ze względu na kolisty kształt.

## Geologia
Roztocze jest częścią kredowej antykliny, przykrytej osadami lodowcowymi podczas zlodowaceń plejstoceńskich. Zlodowacenie północnopolskie pozostawiło na nim duże ilości osadów typu lessowego, zasypując strukturę Podlesie, która została odsłonięta wskutek erozji w holocenie. Wyniki uzyskane z wierceń wskazują, że struktura jest głębsza niż widoczne obecnie zagłębienie i w okresie zlodowaceń środkowopolskich znajdowało się tam bezodpływowe jezioro, którego poziom sięgał powyżej obecnie istniejącej bramy – zatem pierwotnie struktura była zamkniętym zagłębieniem terenu. Wał krateru mógł zostać zniszczony przez lodowce.

## Hipoteza uderzeniowa
Brak jednoznacznych dowodów uderzeniowego pochodzenia struktury Podlesie. Głównym problemem jest, że powstała w słabo związanych skałach osadowych, które podczas impaktu nie tworzą łatwo rozpoznawalnych struktur, pozwalających na identyfikację. Największe możliwości weryfikacji tej hipotezy dają badania petrologiczne margli wydobytych z wierceń z dna struktury, które mogą być zestaloną materią, rozkruszoną wskutek uderzenia.